# Torre della Trappola
La torre della Trappola si trova nell'omonima area palustre del comune di Grosseto, tra la località di Principina a Mare e la foce del fiume Ombrone, all'estremità settentrionale del parco naturale della Maremma.

## Storia
La fortificazione sorse in epoca medievale a presidio di un porto fluviale nei pressi della foce dell'Ombrone e comprendeva l'attuale costruzione, le antiche saline, un complesso di edifici (adibiti a dogana e magazzino) culminanti con una piccola torre, una cortina muraria e la piccola chiesa di Sant'Antonio da Padova alla Trappola.
L'intero complesso di epoca medievale rimase intatto fino alla seconda metà del Settecento, epoca in cui venne definitivamente cessata l'attività di raccolta e produzione di sale. Nello stesso periodo vennero demolite la torretta secondaria e la cortina muraria e fu soppressa la chiesa. Il complesso iniziò ad esercitare soltanto la funzione di dogana fino alla sua completa dismissione; da allora è divenuto di proprietà privata.

## Descrizione
La torre della Trappola è situata in prossimità della linea di costa, a destra rispetto al corso del fiume Ombrone, in un punto da cui sono ben visibili le torri di Castel Marino e di Collelungo.
Il fabbricato si presenta con un basamento a scarpa in laterizio a forma di piramide tronca, sopra il quale si articola l'edificio a sezione quadrangolare con pareti intonacate che si sviluppa su due ulteriori livelli. L'accesso è possibile attraverso un portone d'ingresso, con arco a tutto sesto, situato al piano rialzato e raggiungibile attraverso una caratteristica rampa di scale. Il coronamento sommitale, presente almeno fino alla seconda metà del Settecento, è stato sostituito con un tetto spiovente sui quattro lati, frutto di interventi di ristrutturazione successivi.